# Terra Nostra
Terra Nostra är en roman av den mexikanske författaren Carlos Fuentes utgiven 1975.
Romanen som är närmare 800 sidor lång i svensk översättning blandar historia, myt och fiktion och rör sig fritt genom olika tidsepoker. Den är uppdelad i tre avdelningar med rubrikerna Den gamla världen, Den nya världen och Den andra världen. Den första delen utspelar sig på 1500-talet, i Filip II:s Spanien och hans palats El Escorial. Den andra delen är en drömlik skildring av en man som blir funnen ilandspolad på en öde havsstrand och berättar för kungen om sitt besök i ett land som är aztekernas och mayaindianernas. Den tredje tar åter upp handlingen från 1500-talet men rör sig i återblickar tillbaka till Kejsar Tiberius tid och till slut fram till Paris på 1900-talets sista dag. Romanen täcker därmed in hela den spanskspråkiga världens historia under två tusen år. 
För romanen tilldelades Fuentes Xavier Villaurrutia-priset 1976 och Rómulo Gallegos-priset 1977.

## Mottagande
- Men vilken berättarkonst, kraftgenial om man så vill, överrik, mardrömsartat verklig och bedövande overklig... Den hittills kanske allra mäktigaste varianten av den "totala romanen" – Artur Lundkvist
- Utan tvekan ett av vår tids största skönlitterära kraftprov, fängslande, förbryllande och skakande, ett diktverk som öst ur myternas brunnar och historiens annaler och som på en gång är dröm och profetia. – Knut Ahnlund